# Saturn Award voor beste muziek
Dit is een lijst van films die de Saturn Award ooit hebben gewonnen in de categorie beste muziek.
| Jaar      | Film                                                               |
| --------- | ------------------------------------------------------------------ |
| 1973      | Bernard Herrmann voor zijn carrière                                |
| 1974/1975 | Miklós Rózsa voor zijn carrière                                    |
| 1976      | David Raksin voor zijn carrière                                    |
| 1977      | John Williams voor Star Wars en Close Encounters of the Third Kind |
| 1978      | John Williams voor Superman                                        |
| 1979      | Miklós Rózsa voor Time After Time                                  |
| 1980      | John Barry voor Somewhere in Time                                  |
| 1981      | John Williams voor Raiders of the Lost Ark                         |
| 1982      | John Williams voor E.T. the Extra-Terrestrial                      |
| 1983      | James Horner voor Brainstorm                                       |
| 1984      | Jerry Goldsmith voor Gremlins                                      |
| 1985      | Bruce Broughton voor Young Sherlock Holmes                         |
| 1986      | Alan Menken voor The Little Shop of Horrors                        |
| 1987      | Alan Silvestri voor Predator                                       |
| 1988      | Christopher Young voor Hellbound: Hellraiser 2                     |
| 1989/1990 | Alan Silvestri voor Back to the Future Part III                    |
| 1991      | Loek Dikker voor Body Parts                                        |
| 1992      | Angelo Badalamenti voor Twin Peaks: Fire Walk With Me              |
| 1993      | Danny Elfman voor The Nightmare Before Christmas                   |
| 1994      | Howard Shore voor Ed Wood                                          |
| 1995      | John Ottman voor The Usual Suspects                                |
| 1996      | Danny Elfman voor Mars Attacks!                                    |
| 1997      | Danny Elfman voor Men in Black                                     |
| 1998      | John Carpenter voor John Carpenter’s Vampires                      |
| 1999      | Danny Elfman voor Sleepy Hollow                                    |
| 2000      | James Horner voor How the Grinch Stole Christmas!                  |
| 2001      | John Williams voor Artificial Intelligence: A.I.                   |
| 2002      | Danny Elfman voor Spider-Man                                       |
| 2003      | Howard Shore voor The Lord of the Rings: The Return of the King    |
| 2004      | Alan Silvestri voor Van Helsing                                    |
| 2005      | John Williams voor Star Wars: Episode III: Revenge of the Sith     |
| 2006      | John Ottman voor Superman Returns                                  |
| 2007      | Alan Menken voor Enchanted                                         |
| 2008      | James Newton Howard & Hans Zimmer voor The Dark Knight             |
| 2009      | James Horner voor Avatar                                           |
| 2010      | Hans Zimmer voor Inception                                         |
| 2011      | Michael Giacchino voor Super 8                                     |
| 2012      | Danny Elfman voor Frankenweenie                                    |
| 2013      | Frank Ilfman voor Big Bad Wolves                                   |
| 2014      | Hans Zimmer voor Interstellar                                      |
| 2015      | John Williams voor Star Wars: The Force Awakens                    |
| 2016      | Justin Hurwitz voor La La Land                                     |
| 2017      | Michael Giacchino voor Coco                                        |